# Lauchheim
Lauchheim è un comune tedesco di 4 827 abitanti situato nel land del Baden-Württemberg.
Il suo territorio è bagnato dal fiume Jagst.